# Peder Skram (pansarskepp)
Peder Skram var ett danskt pansarskepp som sjösattes på Orlogsværftet i Köpenhamn 2 maj 1908 som det tredje pansarskeppet i Herluf Trolle-klassen. Hissade befälstecken 1909. Peder Skram sänktes av sin egen besättning 29 augusti 1943 för att förhindra att fartyget föll i tyska händer under den tyska ockupationen. Vraket bärgades av tyskarna och togs till Kiel, där det reparerades och byggdes om till skolfartyg och flytande luftvärnsbatteri under namnet Adler, permanent stationerad i Kiels hamn. Hon sänktes återigen, denna gång av allierat flyg, i april 1945. I september 1945 lyftes vraket från botten och fördes till Danmark. 1 april 1949 såldes hon för skrotning.